# Патрисио Албасете
Патрисио Албасете (енгл. Patricio Albacete; 9. децембар 1981) професионални је аргентински рагбиста, који тренутно игра за Тулуз. Висок 2 метра и тежак 122 кг, у каријери је пре Тулуза играо за УС Коломиерс (11 утакмица, 5 поена) и По (26 утакмица, 5 поена). За Тулуз је до сада одиграо 205 утакмица и постигао 40 поена. Игра у другој линији скрама. Са Тулузом је освојио 3 титуле првака Француске (2008, 2011, 2012) и 1 титулу првака Европе (2010). Прошао је млађе селекције Аргентине, а за сениорску селекцију је одиграо до сада 57 тест мечева и постигао 5 поена. Највећи успех са репрезентацијом Аргентине је остварио 2007. када је освојио бронзану медаљу на светском првенству одржаном у Француској..